# Otacílio Oliveira de Miranda
Otacílio Oliveira de Miranda (Santo Antônio do Monte, 5 de novembro de 1934) foi um engenheiro e político brasileiro do estado de Minas Gerais. Foi vice-prefeito e prefeito do município de Lagoa da Prata. Foi eleito deputado estadual de Minas Gerais durante três legislaturas consecutivas, da 9ª à 11ª legislatura (1979 - 1991).

. Casado com Maria Helena Borges de Miranda e pai de Otaísa Helena Borges de Miranda Goulart, Cláudia Borges de Miranda, Cristiane Borges de Miranda e Déborah Borges de Miranda Nunes. Faleceu no dia 29 de Abril de 2018.